# Bartosz Jurecki
Bartosz Jurecki (født 31. januar 1979 i Kościan, Polen) er en polsk håndboldspiller, der spiller for den tyske Bundesligaklub SC Magdeburg. Han kom til klubben i 2007. Hans lillebror, Michał Jurecki, er også professionel håndboldspiller.

## Landshold
Jurecki er en del af det polske landshold, og var blandt andet med på holdet da det overraskende vandt sølvmedaljer ved VM i 2007.